# Sainte-Barbe (Quebec)
Sainte-Barbe es un municipio de la provincia de Quebec, Canadá. Según el censo de 2021, tiene una población de 1609 habitantes.
Es una de las ciudades pertenecientes al municipio regional de condado de Haut-Saint-Laurent y, a su vez, a la región de Vallée-du-Haut-Saint-Laurent en Montérégie.

## Geografía
El territorio de Sainte-Barbe se encuentra ubicado por la orilla sur del río San Lorenzo y del lago Saint-François, entre los municipios de Saint-Stanislas-de-Kostka al noreste, Godmanchester al este, Saint-Anicet al suroeste, y en la otra orilla del lago Saint-François, al noroeste, Rivière-Beaudette y Saint-Zotique. en Vaudreuil-Soulanges.

## Política
Forma parte de las circunscripciones electorales de Huntingdon a nivel provincial y de Beauharnois-Salaberry a nivel federal.

## Demografía
Según el censo de 2021, hay 1609 personas residiendo en esta ciudad, con una densidad de población de 40.1 hab./km². Los datos del censo mostraron que de las 1324 personas censadas en 2016, en 2021 hubo un aumento de 285 habitantes (21.5 %). El número total de inmuebles particulares es de 895. El número total de viviendas particulares que se encuentran ocupadas por residentes habituales es de 733.